# Municipio de Clay (condado de Saline)
El municipio de Clay (en inglés: Clay Township) es un municipio ubicado en el condado de Saline en el estado estadounidense de Misuri. En el año 2010 tenía una población de 419 habitantes y una densidad poblacional de 2,51 personas por km².

## Geografía
El municipio de Clay se encuentra ubicado en las coordenadas 39°10′6″N 93°0′36″O / 39.16833, -93.01000. Según la Oficina del Censo de los Estados Unidos, el municipio tiene una superficie total de 167.19 km², de la cual 164,12 km² corresponden a tierra firme y (1,84 %) 3,07 km² es agua.

## Demografía
Según el censo de 2010, había 419 personas residiendo en el municipio de Clay. La densidad de población era de 2,51 hab./km². De los 419 habitantes, el municipio de Clay estaba compuesto por el 96,9 % blancos, el 0,72 % eran afroamericanos, el 0,48 % eran amerindios y el 1,91 % eran de una mezcla de razas. Del total de la población el 0,95 % eran hispanos o latinos de cualquier raza.